# Macromitrium subcrenulatum
Macromitrium subcrenulatum är en bladmossart som beskrevs av Brotherus in Herzog 1916. Macromitrium subcrenulatum ingår i släktet Macromitrium och familjen Orthotrichaceae. Inga underarter finns listade i Catalogue of Life.